# Dársena Sur
 Dársena Sur  és una pel·lícula de l'Argentina filmada en colors dirigida per Pablo Reyero que va fer les entrevistes sobre la recerca que realitzés en col·laboració amb María Ester Gilio que es va estrenar el 23 d'abril de 1998.

## Sinopsi
Amb testimoniatges de veïns del barri de Dock Sur, tracta sobre la contaminació del riu, el fum nociu de les xemeneies, les destil·leries, els potreros inundables, basurales i caselles precàries.

## Comentaris
Luciano Monteagudo a Página 12 va escriure:
| « | «No solament els espectadors europeus quedaran sorpresos de saber que “el Docke” com es coneix a aquest énclave de misèria i brutal explotació social, està a menys de 50 quadres de la casa de govern.» | » |

En el programa Vértigo al Canal de la Mujer Moira Soto va opinar:
| « | «Enorme sensibilitat. Amb pudor…una actitud que és com el contrari del que habitualment solem veure en la televisió quan tracta de reflectir un drama social» | » |

Alejandro Ricagno a El Amante del Cine va escriure:
| « | «No sols registra una realitat incontestable, sinó que parla també de les maneres en què aquesta realitat modifica el registre documental que mai és innocent.» | » |

Manrupe i Portela escriuen:
| « | «Filmada…amb el context d'un país amb somnis de Primer Món, aquest vídeo exhibit en cinema i després en la televisió per cable parla amb l'idioma del desencantament i de la misèria La cerca no és precisament estètica, en tot cas mostra amb ulls misericordiosos l'enorme cost del capitalisme de fi de segle en aquests marginats colpejats per la desocupació, la contaminació ambiental, l'alcohol i l'abandó social.» | » |

## Premis
La pel·lícula va ser distingida al Festival Internacional del Nou Cinema Llatinoamericà de l'Havana de 1997 amb un esment especial en la rúbrica Documental.